# Forint

Wechselkurs des Euros zum Forint seit 1999

Der Forint ist die Währung Ungarns. Ein Forint ist formal in 100 Fillér oder Filler (Abkürzung f; deutsch: „Heller“) eingeteilt, diese Einheit hat jedoch seit Ende der 1990er Jahre keine Bedeutung mehr. Nach dem Ende des Zweiten Weltkriegs wurde der Forint 1946 wieder eingeführt und hielt sich bis Mitte der 1980er Jahre stabil. Nach dem Zusammenbruch des sozialistischen Regimes kam es 1991 mit dem Wandel von Zentralverwaltungswirtschaft zu freier Marktwirtschaft zu einer Inflation. Der Wert des Forints fiel drastisch und im Jahr 1991 lag die Inflationsrate bei 32,2 %, im Jahr 2009 dagegen nur noch bei 5,6 %.
Als EU-Mitglied wird Ungarn den Forint aufgrund der Verpflichtungen in den EU-Verträgen durch den Euro ersetzen, dazu muss Ungarn aber zunächst den Wechselkursmechanismus II erfüllen.

## Geschichte
Der Forint bekam seinen Namen vom Florin, einer nach der Stadt Florenz benannten Goldmünze, die sich im 13. Jahrhundert in ganz Europa verbreitete. Auch andere Währungen wie der Gulden waren vom Florin abgeleitet. In Ungarn wurde der Forint erst 1325 durch König Karl Robert von Anjou (ung. Károly Róbert) eingeführt. Im 14. und 15. Jahrhundert war Ungarn der größte Goldproduzent Europas. Der Forint zählte bis zum 17. Jahrhundert zu den stärksten Währungen der Region. Der Fillér hat seinen Namen vom Heller.

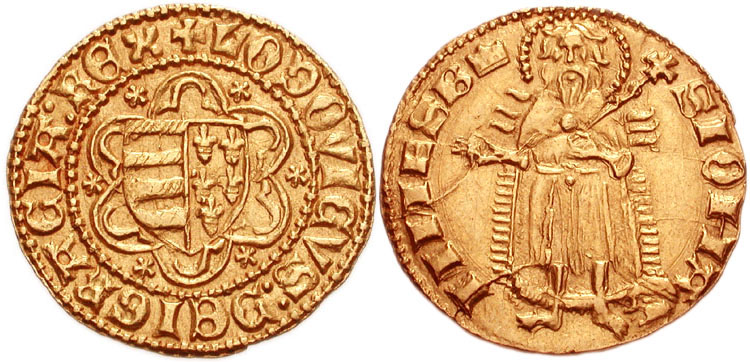
Forint von 1342

Die Osmanen beherrschten Ungarn im 16. und 17. Jahrhundert. Als deren Macht nach 150 Jahren allmählich nachließ, begann die Regierungszeit der Habsburger. Aber auch das führte nicht zur Befriedung des Volkes, so dass es zu mehreren Aufständen kam. Vor allem die reiche Adelsfamilie Rákóczi war hierbei aktiv beteiligt. Ferenc II. Rákóczi ging als Führer der Rebellion und ungarischer Nationalheld in die Geschichte ein. Er ziert heute noch den 500-Forint-Schein. Rákóczi schuf während der Freiheitskriege eine neue Währung, indem er die Habsburger Münzen (1,10 und 20 Poltur) mit seinem Siegel überprägen ließ. Dieser Vorgang wird auch Kontramarkierung genannt.

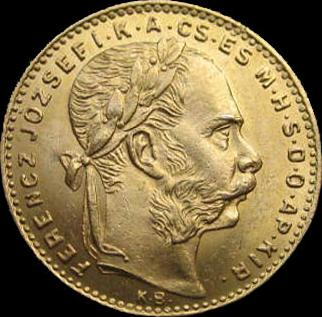
Forint von 1891

In Österreich-Ungarn wurde der Forint ab 1868 für den ungarischen Reichsteil geprägt, bevor er mit der Währungsreform von 1892 durch die österreichisch-ungarische Krone (Korona) ersetzt wurde. Nach dem Zerfall der Donaumonarchie wurde die ungarische Krone eingeführt, die wiederum als Reaktion auf die von 1921 bis 1924 andauernde Inflation 1927 vom Pengő („klingende Münze“) abgelöst wurde. Schon 1931 wurde der Goldpengő mit 130 Trillionen Papierpengő bewertet. Am 3. Juni 1946 wurden Noten im Wert von 100 Trillionen Pengő in Umlauf gebracht und am 11. Juli 1946 wieder eingezogen. Kurz danach wurde der Adopengő (dt. Steuerpengő) eingeführt. Der Kurs zwischen Pengö und Steuerpengö wechselte ständig. Der Pengő erlitt eine so hohe Abwertung, dass dies als Inflationsweltrekord ins Guinness-Buch der Rekorde einging.
Nach dieser Hyperinflation und dem damit einhergehenden Geldchaos ist seit dem 1. August 1946 der Forint wieder offizielle Währung Ungarns. Ein Forint wurde als 4·1029 (400 Quadrilliarden, ausgeschrieben 400.000.000.000.000.000.000.000.000.000) Pengő oder 200 Millionen Steuerpengő festgesetzt.
Die kommunistische Führung, die ab 1948 regierte, ließ im Zuge der Planwirtschaft keinen Spielraum für einen Aufschwung des Forints. Trotz verschiedener Maßnahmen, darunter die Kontrolle der Ölpreise an der Grenze sowie das Versprechen stabiler Inlandspreise, begannen auch in Ungarn die Preise sowie die Kosten für Devisen-Anleihen zu steigen. Die im Jahr 1946 festgelegten Nennwerte der Geldscheine reichten nicht mehr aus, was dazu führte, dass 1970 die erste 500-Forint-Note gedruckt wurde. 1983 folgte dann die 1.000-Forint-Note und 1991 der 5.000-Forint-Schein.
Die Änderung des politischen Systems im Jahr 1989 gab dem Forint erstmals die Chance, sich unter marktwirtschaftlichen Bedingungen zu entwickeln. Dies erwies sich als schwieriger Prozess. Die schnelle Freigabe der verbliebenen regulierten Preise sorgte im Jahr 1990 für eine Inflation von 33,35 Prozent und 1991 von 32,22 Prozent. Durch die relative wirtschaftliche Selbständigkeit Ungarns hatte das Land im Vergleich mit den anderen ehemals sozialistischen Ländern allerdings den niedrigsten Inflationswert aufzuweisen.
Das Vertrauen der Ungarn in den Forint war sehr gering, so dass die meisten Menschen ihre Ersparnisse in Devisen, vorzugsweise D-Mark oder US-Dollar, hielten. Erst Mitte der 1990er Jahre begann sich dieser Trend umzukehren und 2001 wurde der Forint für voll konvertierbar erklärt.

## Ausgabeformen

### Münzen
1946 wurden die Münzen zunächst in Werten von 2, 10 und 20 Fillér sowie von 1, 2 und 5 Forint geprägt. 1947 folgten dann 5 Forint, sowie 1948 5 und 50 Fillér. Der Fillér bestand zunächst aus Kupfer-Verbindungen und der Forint aus Aluminium. Bis 1947 wurden wegen des Goldstandards auch echte Silbermünzen geprägt.

#### Alte Münzen (Serie ab 1949)
Die folgende Tabelle zeigt eine detaillierte Übersicht über die einzelnen Münzen.
| Nennwert  | Motiv Vorderseite | Motiv Rückseite | Beschreibung                                                                             | Metall             | Gewicht | Durchmesser | Rand           | Ausgabedatum      |
| --------- | ----------------- | --------------- | ---------------------------------------------------------------------------------------- | ------------------ | ------- | ----------- | -------------- | ----------------- |
| 2 Fillér  |                   |                 | Schriftzug Volksrepublik Ungarn, Prägejahr                                               | Aluminium          | 0,65 g  | 18 mm       | glatt          | 27. März 1950     |
| 5 Fillér  |                   |                 | Schriftzug Volksrepublik Ungarn, Prägejahr, Frauenkopf                                   | Aluminium          | 0,6 g   | 17 mm       | glatt          | 31. März 1953     |
| 10 Fillér |                   |                 | Schriftzug Volksrepublik Ungarn, Prägejahr, Taube mit Olivenzweig                        | Aluminium          | 0,85 g  | 19,1 mm     | geriffelt      | 15. Dezember 1950 |
| 20 Fillér |                   |                 | Schriftzug Volksrepublik Ungarn, Prägejahr, Weizenähren                                  | Aluminium          | 1,25 g  | 21 mm       | glatt          | 31. März 1953     |
| 50 Fillér |                   |                 | Schriftzug Volksrepublik Ungarn, Prägejahr, auf Amboss sitzender Mann mit Hammer         | Aluminium          | 1,4 g   | 22 mm       | glatt          | 31. März 1953     |
| 1 Forint  |                   |                 | Schriftzug Volksrepublik Ungarn, Prägejahr, Mátyás Rákosis Wappen                        | Aluminium          | 1,5 g   | 23,7 mm     | geriffelt      | 15. November 1949 |
| 2 Forint  |                   |                 | Schriftzug Volksrepublik Ungarn, Prägejahr, Rákosis Wappen                               | Kupfernickel       | 5 g     | 25 mm       | mit Ornamenten | 20. Januar 1950   |
| 5 Forint  |                   |                 | Schriftzug Volksrepublik Ungarn, Wertzahl, Prägejahr, János Kádárs Wappen, Lajos Kossuth | Kupfer-Nickel-Zink | 7,4 g   | 27,5 mm     | geriffelt      | 30. Juni 1972     |
| 10 Forint |                   |                 | Schriftzug Volksrepublik Ungarn, Prägejahr, Wertzahl, Freiheitsstatue (Budapest)         | Nickel             | 8,83 g  | 28 mm       | mit Ornamenten | 1. Juni 1971      |
| 20 Forint |                   |                 | Schriftzug Volksrepublik Ungarn, Prägejahr, Wertzahl, György Dózsa, János Kádárs Wappen  | Kupfernickel       | 7,06 g  | 26,8 mm     | geriffelt      | 18. April 1983    |

Im Laufe der Jahre wurden immer wieder neue Münzen geprägt, die sich im Aussehen aber nicht wesentlich von den in der obigen Tabelle aufgeführten Münzen unterscheiden. Bei den Aluminium-Münzen wurde über die Jahre noch Magnesium als Material hinzugefügt.
Die 10-Forint-Münze erschien 1983 auch als Kupfer-Aluminium-Nickel-Verbindung. Die Farbe der Münze änderte sich von Silber zu Gold.

#### Aktuelle Münzen (Serie ab 1990)
Seit dem 15. Juni 2009 sind Münzen zu 5, 10, 20, 50, 100 und 200 Forint im Umlauf. Die Fillér-Münzen wurden 1999 eingezogen. Ab dem 1. März 2008 wurden auch die Ein- und Zwei-Forint-Stücke wegen der geringen Verwendung seitens der Verbraucher und der fehlenden eigenständigen Kaufkraft eingezogen. Bei Barzahlungen im Einzelhandel wird derzeit der Rechnungsbetrag auf die nächste durch 5 teilbare Zahl auf- oder abgerundet. Bis 1. März 2012 war eine Einwechslung dieser Münzen bei der ungarischen Zentralbank Magyar Nemzeti Bank möglich. Am 15. Juni 2009 wurde die neue 200-Forint-Münze in Umlauf gebracht, welche die entsprechende Banknote ersetzte.
Die folgende Tabelle zeigt eine detaillierte Übersicht über die aktuellen Münzen:
| Nennwert   | Durchmesser | Dicke  | Masse | Motiv                   | Entwurf                    | Metall                                                       | Rand                                    |
| ---------- | ----------- | ------ | ----- | ----------------------- | -------------------------- | ------------------------------------------------------------ | --------------------------------------- |
| 5 Forint   | 21,2 mm     | 1,6 mm | 4,2 g | Silberreiher            | István Kosa, István Bartos | Kupfer-Nickel-Zink                                           | glatt                                   |
| 10 Forint  | 24,8 mm     | 1,7 mm | 6,1 g | Wappen Ungarns          | István Kosa, István Bartos | Kupfernickel                                                 | unterbrochen geriffelt (10 × 70 Riffel) |
| 20 Forint  | 26,3 mm     | 1,8 mm | 6,9 g | Ungarische Iris         | István Kosa, István Bartos | Kupfer-Nickel-Zink                                           | geriffelt (130 Riffel)                  |
| 50 Forint  | 27,4 mm     | 1,8 mm | 7,7 g | Würgfalke               | István Kosa, István Bartos | Kupfernickel                                                 | glatt                                   |
| 100 Forint | 23,8 mm     | 2,6 mm | 8 g   | Wappen Ungarns          | István Kosa                | Ring: Stahl mit Nickelüberzug Kern: Stahl mit Messingüberzug | geriffelt (170 Riffel)                  |
| 200 Forint | 28,3 mm     | 2,0 mm | 9 g   | Budapester Kettenbrücke | István Kosa                | Ring: Kupfer-Nickel-Zink Kern: Kupfernickel                  | unterbrochen geriffelt (9 x 8 Riffel)   |

#### Gedenkmünzen

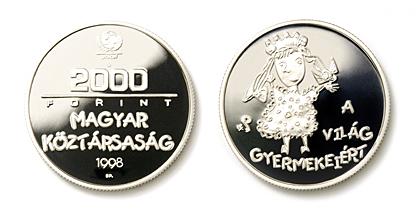
UNICEF-Gedenkmünze 1998

Die erste Gedenkmünze nach der letztmaligen Forinteinführung 1946 war 1948 eine Serie zur 100. Jahreswende seit der Revolution und dem Freiheitskrieg 1848–1849, entworfen von József Reményi. Sie zeigt ein Porträt von Sándor Petőfi; am Rand ist der Ausspruch „Wir schwören, wir schwören“ eingefräst. Die Münze erschien in 5-, 10- und 20-Forint-Prägungen.
Die nachfolgende Tabelle zeigt ausgewählte Gedenkmünzen von 1948 bis 2010:
| Ausgabejahr | Ausgabegrund                                                 | Motiv Vorderseite                                                                                     | Motiv Rückseite                                                                      | Entwurf                       | Materialien                     | Nominalwert                |
| ----------- | ------------------------------------------------------------ | --- | ------------------------------------------------------------------------------------ | ----------------------------- | ------------------------------- | -------------------------- |
| 1961        | 150. Geburtstag von Ferenc Liszt                             | Wertzahl, darunter eine stilisierte fünfsaitige Leier und Jahreszahl                                  | Porträt von Ferenc Liszt                                                             | Miklós Borsos                 | Silber 98,6 % Gold 98,6 %       | 25,50,100,500 ft           |
| 1968        | 150. Geburtstag von Ignác Semmelweis                         | Porträt von Ignác Semmelweis                                                                          | Wertzahl zweimal, in Umschrift ein Wappen, Jahreszahl                                | József Reményi, Dezső Kovács  | Gold 90 % Silber 64 %           | 50, 100, 200, 500, 1000 ft |
| 1970        | 25. Jahrestag der Befreiung Ungarns                          | die Freiheitsstatue in Budapest                                                                       | innen Verzierungen mit Blumenmuster, Wertzahl, darunter Wappen und Jahreszahl        | Dezso Kovács                  | Silber 64 %                     | 50, 100 ft                 |
| 1974        | 50. Jahrestag Gründung der ungarischen Nationalbank          | Wertzahl, Jahreszahl, links Wappen                                                                    | Zentralgebäude der ungarischen Nationalbank                                          | József Garány, Viktória Csúcs | Silber 64 %                     | 50, 100 ft                 |
| 1980        | Gemeinschaftsraumflug mit der Sowjetunion                    | Umschrift um das Wappen, darunter Jahreszahl und Wertzahl                                             | Brustbild der beiden Raumpiloten, Erdball mit einem Raumschiff                       | Viktória Csúcs                | Nickel                          | 100 ft                     |
| 1985        | Naturschutz                                                  | in einem rechteckigen Feld Schrift und Wertzahl                                                       | Fischotter, Sumpfschildkröte oder Wildkatze; Inschrift: „Wenn das Leben teuer ist“   | Zoltán Fülöp                  | Silber 64 %; Kupfer-Nickel-Zinn | 100, 200 ft                |
| 1989        | Olympische Sommerspiele in Barcelona                         | aus welligen Linien bestehende Bandreihe, Wert- und Jahreszahl                                        | Schrift, rechts ein Sportler, der die olympische Flamme mit einer Fackel entfacht    | András Kis-Nagy               | Silber 90 %                     | 500 ft                     |
| 1991        | Besuch Papst Johannes Paul II. in Ungarn                     | Wertzahl, Jahreszahl, Schrift und das ungarische Wappen mit Krone                                     | Jungfrau Maria, in ihrer linken Hand ein den Reichsapfel haltender kleiner Jesus     | Sándor Tóth                   | Gold 98,6 %; Silber 90 %        | 100, 500 und 10000 ft      |
| 1998        | UNICEF, für die Kinder der Welt                              | offizielles Emblem der UNICEF                                                                         | ein winkendes Mädchen, Kinderzeichnung, stilisierter Schlüssel                       | László Szlávics               | Silber 92,5 %                   | 2000 ft                    |
| 2004        | Weltkulturerbe Pécs                                          | 2004 in Umschrift, Wertzahl, unten das Bild eines Zierstückes aus Bronze mit Monogramm Christi        | Umschrift, die sogenannte „Korsós“-Grabkammer verziert mit einem Krug                | László Szlávics               | Silber 92,5 %                   | 5000 ft                    |
| 2006        | Ungarische Ingenieure und Erfinder                           | um die Jahres- und Wertzahl der Schriftzug „Ungarische Republik“, ein Teil des Ford T-Modells         | Ford T-Modell, Umschrift um das Auto                                                 | István Holló                  | Kupfer 75 % und Nickel 25 %     | 1000 ft                    |
| 2008        | 550. Jahrestag der Thronbesteigung von König Matthias Hunyad | in Umschrift ein Rabe mit Ring im Schnabel, Wappen der Familie Hunyadi, darunter Wertzahl, Jahreszahl | Renaissance-Gewölbebogen, Brustbild von König Matthias, darunter Schrift, Jahreszahl | László Szlávics               | Silber 98,6 %                   | 50000 ft                   |

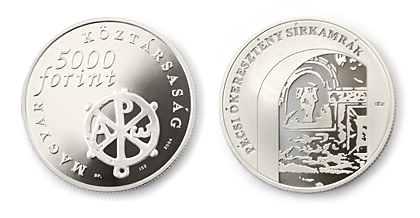
Weltkulturerbe Pécs 2004

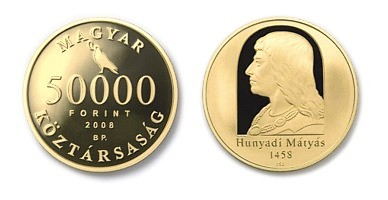
Gedenkmünze König Hunyadi 2008

Im Jahr 2010 wurde zuletzt die Gedenkmünze zum Weltkulturerbe Őrségi geprägt. Diese viereckige Silbermünze zeigt auf der Vorderseite die Wert- und Jahreszahl und in Umschrift „Republik Ungarn“. Auf der Rückseite ist der gleichnamige Őrségi-Nemzet-Park abgebildet. Die Münze ist im Wert von 5.000 Forint erschienen.

### Banknoten
Es gibt Banknoten zu 500, 1.000, 2.000, 5.000, 10.000 und 20.000 Forint. Auf diesen sind berühmte Persönlichkeiten der ungarischen Geschichte auf der einen Seite und dazugehörende Schlösser, Städte und Kunstwerke auf der anderen Seite abgebildet.

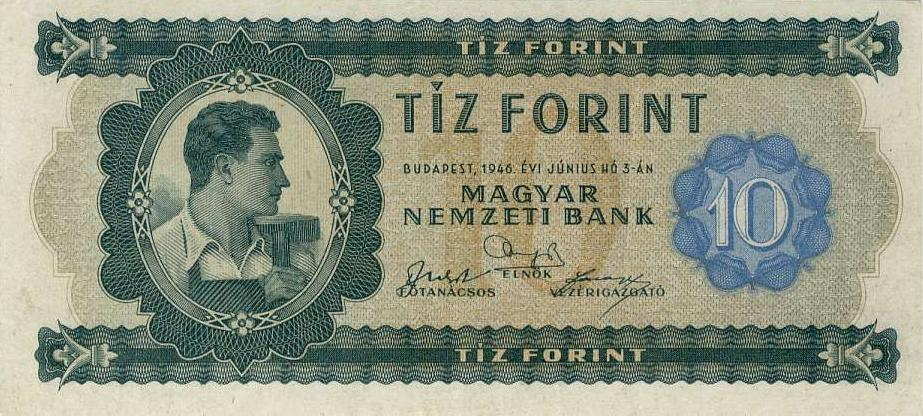
10-Forint-Schein von 1946

Die 200-Forint-Noten sind seit dem 16. November 2009 kein gültiges Zahlungsmittel mehr, werden aber bis zum 16. November 2029 von der Magyar Nemzeti Bank und anderen Banken umgetauscht.
1946 wurden zunächst 10- und 100-Forint-Scheine eingeführt. Wegen ihrer schlechten Qualität, bedingt durch den Offsetdruck, mussten die Scheine aber bereits 1947 wieder eingezogen und durch Scheine besserer Qualität ersetzt werden. 1947 wurden Scheine im Wert von 10, 20 und 100 Forint gedruckt.

#### Alte Banknoten (Serie ab 1947)
| Nennwert    | Motiv Vorderseite       | Motiv Rückseite       | Beschreibung Vorderseite                                                       | Beschreibung Rückseite                                      | Ausgabedatum    |
| ----------- | ----------------------- | --------------------- | ------------------------------------------------------------------------------ | ----------------------------------------------------------- | --------------- |
| 10 Forint   | 10 Forint Vorderseite   | 10 Forint Rückseite   | Dichter und Volksheld Sándor Petőfi                                            | Gemälde des Malers János Jankós                             | 25. Juli 1947   |
| 20 Forint   | 20 Forint Vorderseite   | 20 Forint Rückseite   | Anführer des ungarischen Bauernaufstandes György Dózsa                         | nackter Mann mit Hammer und Weizenähre                      | 1. August 1948  |
| 50 Forint   | 50 Forint Vorderseite   | 50 Forint Rückseite   | Porträt von Ferenc II. Rákóczi, gemalt von Adam Manyoki                        | Unbekannter Maler: Kampfszene zwischen Kuruzen und Labanzen | 13. Juni 1953   |
| 100 Forint  | 100 Forint Vorderseite  | 100 Forint Rückseite  | Freiheitskämpfer und Politiker Lajos Kossuth                                   | Károly Lotz: Flucht vor dem Gewitter                        | 14. August 1948 |
| 500 Forint  | 500 Forint Vorderseite  | 500 Forint Rückseite  | Dichter Endre Ady                                                              | Blick über Budapest                                         | 21. August 1970 |
| 1000 Forint | 1000 Forint Vorderseite | 1000 Forint Rückseite | Komponist Béla Bartók                                                          | Ferenc Medgyessys Skulptur „Mutter mit Kind“                | 27. Juni 1983   |
| 5000 Forint | 5000 Forint Vorderseite | 5000 Forint Rückseite | Porträt von Staatsreformer István Széchenyi, gemalt von Friedrich von Amerling | Ungarische Akademie der Wissenschaften                      | 25. März 1991   |

Im Lauf der Jahre erschienen unter den verschiedenen Regierungen immer wieder Neuauflagen der Scheine. Das Aussehen blieb aber im Wesentlichen gleich. Auffallendste Änderungen sind die vier verschiedenen verwendeten Wappentypen, so wurde Anfang der 90er Jahre die Trikolore mit einem fünfzackigen Stern (3. Wappen) durch ein Wappen mit Krone und Kreuz ersetzt.

#### Alte Banknoten (Serie ab 1997)
Die Größe aller Banknoten ist identisch. Sie beträgt 154 × 70 mm.
Der 200er wurde inzwischen im Umlauf durch eine Münze ersetzt. Seit 2008 existieren Banknoten mit OMRON-Kreisen. Das Design der anderen Noten wird seit 2014 überarbeitet: Porträts und Bilder bleiben, aber neue Sicherheitsmerkmale werden hinzugefügt.
| Wert                                 | Motiv Vorderseite        | Motiv Rückseite                                             | Beschreibung Vorderseite                                                                          | Beschreibung Rückseite                                                | Ausgabedatum                                                                        |
| ------------------------------------ | ------------------------ | ----------------------------------------------------------- | ------------------------------------------------------------------------------------------------- | --------------------------------------------------------------------- | ----------------------------------------------------------------------------------- |
| 200 Forint                           | 200 Forint Vorderseite   | 200 Forint Rückseite                                        | König Karl I. (Ungarn)                                                                            | Burg Diósgyőr                                                         | 1. Mai 1998 Die Banknote ist seit dem 1. Januar 2010 nicht mehr im Umlauf.          |
| 500 Forint                           | 500 Forint Vorderseite   | 500 Forint Rückseite                                        | Porträt von Ferenc II. Rákóczi, gemalt von Adam Manyoki                                           | Burg Rákóczi in Sárospatak                                            | 1. Dezember 1998 Die Banknote ist seit dem 31. Oktober 2019 nicht mehr im Umlauf.   |
| 500 Forint                           | HUF 500 2001 obverse     | HUF 500 2001 reverse                                        | Porträt von Ferenc II. Rákóczi, gemalt von Adam Manyoki                                           | Burg Rákóczi in Sárospatak                                            | 1. Februar 2001 Die Banknote ist seit dem 31. Oktober 2019 nicht mehr im Umlauf.    |
| 500 Forint Ungarischer Volksaufstand | 500Ft2006front           | 500 HUF - 50th anniversary of the Hungarian revolution 1956 | Porträt von Ferenc II. Rákóczi, gemalt von Adam Manyoki                                           | Parlamentsgebäude in Budapest                                         | 20. Oktober 2006 Die Banknote ist seit dem 31. Oktober 2019 nicht mehr im Umlauf.   |
| 500 Forint                           | HUF 500 2009 obverse     | HUF 500 2009 reverse                                        | Porträt von Ferenc II. Rákóczi, gemalt von Adam Manyoki, mit OMRON-Kreisen                        | Burg Rákóczi in Sárospatak                                            | 15. April 2009 Die Banknote ist seit dem 31. Oktober 2019 nicht mehr im Umlauf.     |
| 1000 Forint                          | 1000 Forint Vorderseite  | 1000 Forint Rückseite                                       | König Matthias Corvinus                                                                           | Herkules-Brunnen auf dem Schloss in Visegrád                          | 1. September 1998 Die Banknote ist seit dem 31. August 2007 nicht mehr im Umlauf.   |
| 1000 Forint Millennium               | 1000 Forint Vorderseite  | 1000 Forint Rückseite                                       | König Matthias Corvinus                                                                           | Herkules-Brunnen auf dem Schloss in Visegrád                          | 1. November 2000 Die Banknote ist seit dem 31. August 2007 nicht mehr im Umlauf.    |
| 1000 Forint                          | HUF 1000 2002 obverse    | HUF 1000 1998 reverse                                       | König Matthias Corvinus                                                                           | Herkules-Brunnen auf dem Schloss in Visegrád                          | 2002 Die Banknote ist seit dem 31. August 2007 nicht mehr im Umlauf.                |
| 1000 Forint                          | HUF 1000 2006 obverse    | HUF 1000 1998 reverse                                       | König Matthias Corvinus                                                                           | Herkules-Brunnen auf dem Schloss in Visegrád                          | 10. April 2006 Die Banknote ist seit dem 31. Oktober 2018 nicht mehr im Umlauf.     |
| 1000 Forint                          | HUF 1000 2009 obverse    | HUF 1000 2009 reverse                                       | König Matthias Corvinus, mit OMRON-Kreisen                                                        | Herkules-Brunnen auf dem Schloss in Visegrád                          | 15. April 2009 Die Banknote ist seit dem 31. Oktober 2018 nicht mehr im Umlauf.     |
| 2000 Forint                          | 2000 Forint Vorderseite  | 2000 Forint Rückseite                                       | Fürst Gábor Bethlen                                                                               | Gabor Bethlen mit seinen Wissenschaftlern, gemalt von Viktor Madarász | 1. Februar 1998 Die Banknote ist seit dem 31. Juli 2017 nicht mehr im Umlauf.       |
| 2000 Forint                          | HUF 2000 2009 obverse    | HUF 2000 2009 reverse                                       | Fürst Gábor Bethlen, mit OMRON-Kreisen                                                            | Gabor Bethlen mit seinen Wissenschaftlern, gemalt von Viktor Madarász | 15. April 2009 Die Banknote ist seit dem 31. Juli 2017 nicht mehr im Umlauf.        |
| 2000 Forint Millennium               | HUF 2000 2000 obverse    | HUF 2000 2000 reverse                                       | Die Heilige Krone                                                                                 | Die Taufe des Vajk (Stephan I. (Ungarn)) gemalt von Gyula Benczúr     | 20. August 2000 Gültig.                                                             |
| 5000 Forint                          | 5000 Forint Vorderseite  | 5000 Forint Rückseite                                       | Porträt von Staatsreformer István Széchenyi, gemalt von Friedrich von Amerling                    | Schloss Széchenyi in Nagycenk                                         | 1. April 1999 Die Banknote ist seit dem 31. Juli 2017 nicht mehr im Umlauf.         |
| 5000 Forint                          | 5000 Forint Vorderseite  | 5000 Forint Rückseite                                       | Porträt von Staatsreformer István Széchenyi, gemalt von Friedrich von Amerling, mit OMRON-Kreisen | Schloss Széchenyi in Nagycenk                                         | 15. April 2009 Die Banknote ist seit dem 31. Juli 2017 nicht mehr im Umlauf.        |
| 10000 Forint                         | 10000 Forint Vorderseite | 10000 Forint Rückseite                                      | König Stephan I. (Ungarn)                                                                         | Blick über Esztergom, gemalt von Hubert Sattler                       | 1. Juli 1997 Die Banknote ist seit dem 31. Dezember 2019 nicht mehr im Umlauf.      |
| 10000 Forint                         | 10000 Forint Vorderseite | 10000 Forint Rückseite                                      | König Stephan I. (Ungarn), mit OMRON-Kreisen                                                      | Blick über Esztergom, gemalt von Hubert Sattler                       | 8. September 2008 Die Banknote ist seit dem 31. Dezember 2019 nicht mehr im Umlauf. |
| 20000 Forint                         | 20000 Forint Vorderseite | 20000 Forint Rückseite                                      | Politiker Ferenc Deák                                                                             | altes Regierungsgebäude in Pest                                       | 1. Februar 2001 Die Banknote ist seit dem 31. Dezember 2017 nicht mehr im Umlauf.   |
| 20000 Forint                         | 20000 Forint Vorderseite | 20000 Forint Rückseite                                      | Politiker Ferenc Deák, mit OMRON-Kreisen                                                          | altes Regierungsgebäude in Pest                                       | 2009 Die Banknote ist seit dem 31. Dezember 2017 nicht mehr im Umlauf.              |

#### Aktuelle Banknoten (Serie ab 2014)
| Wert         | Motiv Vorderseite     | Motiv Rückseite       | Beschreibung Vorderseite                                                       | Beschreibung Rückseite                                                | Ausgabedatum      |
| ------------ | --------------------- | --------------------- | ------------------------------------------------------------------------------ | --------------------------------------------------------------------- | ----------------- |
| 500 Forint   | 500 Forint 2019       | 500 forint hatlap     | Porträt von Ferenc II. Rákóczi, gemalt von Adam Manyoki                        | Burg Rákóczi in Sárospatak                                            | 1. Februar 2019   |
| 1000 Forint  | HUF 1000 2018 obverse | HUF 1000 2018 reverse | König Matthias Corvinus                                                        | Herkules-Brunnen auf dem Schloss in Visegrád                          | 1. März 2018      |
| 2000 Forint  | 2000 HUF 2017 ob      | 2000 HUF 2017 rev     | Fürst Gábor Bethlen                                                            | Gabor Bethlen mit seinen Wissenschaftlern, gemalt von Viktor Madarász | 1. März 2017      |
| 5000 Forint  | 5000 HUF 2017 ob      | 5000 HUF 2017 rev     | Porträt von Staatsreformer István Széchenyi, gemalt von Friedrich von Amerling | Schloss Széchenyi in Nagycenk                                         | 1. März 2017      |
| 10000 Forint | 10000 HUF 2014 ob     | 10000 HUF 2014 rev    | König Stephan I. (Ungarn)                                                      | Blick über Esztergom, gemalt von Hubert Sattler                       | 2. Dezember 2014  |
| 20000 Forint | 20000 HUF 2015 ob     | 20000 HUF 2015 rev    | Politiker Ferenc Deák                                                          | altes Regierungsgebäude in Pest                                       | 14. Dezember 2015 |

### Herstellung von Münzen und Banknoten
Ungarische Banknoten werden auf Bestellung der Magyar Nemzeti Bank (MNB) durch die Pénzjegynyomda Zrt. (Hungarian Banknote Printing Company), ein Unternehmen der MNB, hergestellt. Die Druckerei existiert seit den 1920er-Jahren, auch die ersten Banknoten wurden hier gedruckt.
Das spezielle Banknotenpapier, welches für den Druck von Forint-Banknoten benötigt wird, wird von der Diosgyor Papermill produziert. Diese Papierfabrik ist eine hundertprozentige Tochtergesellschaft der Hungarian Banknote Printing Company, eines traditionsreichen Unternehmens mit über 200-jähriger Geschichte. Die Münzen werden im Auftrag der MNB von der ungarischen Prägeanstalt (Magyar Pénzverő Zrt.) geprägt, ebenfalls ein Unternehmen der Zentralbank. Auch sie existiert seit den 1920er-Jahren. Die Umlaufmünzen wurden 1993 ausgetauscht. In den 1990er Jahren wurden alle drei Betriebe vollständig saniert und so werden die neuen Banknoten und Münzen mit modernsten Werkstoffen und Technologien produziert.

## Außenwert des Forint
Der Außenwert des Forint zeigt die historischen Wechselkurse zu Euro, US-Dollar, britischem Pfund und japanischem Yen im Zeitverlauf.

### Wechselkurs zum Euro
| Jahr | 1 EUR  | Jahr | 1 EUR  | Jahr | 1 EUR  | Jahr | 1 EUR  | Jahr | 1 EUR  | Jahr | 1 EUR  | Jahr | 1 EUR  | Jahr | 1 EUR  |
| ---- | ------ | ---- | ------ | ---- | ------ | ---- | ------ | ---- | ------ | ---- | ------ | ---- | ------ | ---- | ------ |
| 2002 | 242,90 | 2005 | 248,02 | 2008 | 250,94 | 2011 | 278,55 | 2014 | 312,50 | 2015 | 310,00 | 2018 | 318,89 | 2021 | 358,52 |
| 2003 | 253,36 | 2006 | 263,92 | 2009 | 279,80 | 2012 | 289,02 | 2015 | 305,89 | 2016 | 311,44 | 2019 | 325,30 | 2022 | 391,29 |
| 2004 | 251,51 | 2007 | 251,32 | 2010 | 275,33 | 2013 | 296,82 | 2016 | 311,43 | 2017 | 309,19 | 2020 | 351,25 | 2023 | 381,85 |

Diagramm der durchschnittlichen jährlichen Wechselkurse zum Euro

Im Mehrjahrestrend hat der Forint in den letzten 15 Jahren kontinuierlich an Wert verloren. 2022 hat die Europäische Zentralbank (EZB) ihre expansive Geldpolitik weitergeführt, um die Inflation bei 2 % zu halten. Die ungarische Nationalbank (MNB) hingegen setzte ihre restriktive Geldpolitik fort, um die hohe Inflation senken zu können. Der Leitzins entwickelte sich von 2,9 % im Januar auf bis zu 13 % im Dezember 2022.

### Wechselkurs zum US-Dollar
| Jahr | 1 USD  | Jahr | 1 USD  | Jahr | 1 USD  | Jahr | 1 USD  | Jahr | 1 USD  | Jahr | 1 USD  | Jahr | 1 USD  | Jahr | 1 USD  | Jahr | 1 USD  | Jahr | 1 USD  |
| ---- | ------ | ---- | ------ | ---- | ------ | ---- | ------ | ---- | ------ | ---- | ------ | ---- | ------ | ---- | ------ | ---- | ------ | ---- | ------ |
| 1995 | 133,89 | 1998 | 214,36 | 2001 | 278,16 | 2004 | 207,59 | 2007 | 190,25 | 2010 | 189,13 | 2013 | 222,33 | 2016 | 289,88 | 2019 | 280,11 | 2022 | 324,13 |
| 1996 | 149,39 | 1999 | 237,18 | 2002 | 274,33 | 2005 | 182,17 | 2008 | 173,52 | 2011 | 208,50 | 2014 | 215,65 | 2017 | 295,29 | 2020 | 295,24 | 2023 | 373,42 |
| 1997 | 186,80 | 2000 | 306,88 | 2003 | 224,66 | 2006 | 212,83 | 2009 | 189,80 | 2012 | 243,53 | 2015 | 261,65 | 2018 | 258,88 | 2021 | 297,12 | 2024 | 348,49 |

Diagramm der durchschnittlichen jährlichen Wechselkurse zum US-Dollar

Die Tabelle zeigt, dass die Kurse im Verlauf von 1995 bis 2001 stark angestiegen sind. Im April 2001 bekam man für einen Dollar 278,26 Forint. Ab Mai 2001 verlor der US-Dollar im Gegensatz zum Forint wieder an Wert. Im Juli 2008 bekam man für einen US-Dollar nur noch 144,96 Forint.

### Wechselkurs zum Britischen Pfund
| Jahr | 1 GBP  | Jahr | 1 GBP  | Jahr | 1 GBP  | Jahr | 1 GBP  | Jahr | 1 GBP  | Jahr | 1 GBP  | Jahr | 1 GBP  | Jahr | 1 GBP  | Jahr | 1 GBP  | Jahr | 1 GBP  |
| ---- | ------ | ---- | ------ | ---- | ------ | ---- | ------ | ---- | ------ | ---- | ------ | ---- | ------ | ---- | ------ | ---- | ------ | ---- | ------ |
| 1995 | 208,13 | 1998 | 355,17 | 2001 | 420,46 | 2004 | 372,90 | 2007 | 373,06 | 2010 | 305,0  | 2013 | 358,49 | 2016 | 427,92 | 2019 | 356,78 | 2022 | 438,21 |
| 1996 | 233,52 | 1999 | 383,45 | 2002 | 399,52 | 2005 | 346,40 | 2008 | 343,80 | 2011 | 324,82 | 2014 | 357,84 | 2017 | 362,55 | 2020 | 391,26 | 2023 | 451,74 |
| 1997 | 306,04 | 2000 | 437,59 | 2003 | 362,40 | 2006 | 366,26 | 2009 | 276,36 | 2012 | 376,48 | 2015 | 407,16 | 2018 | 348,90 | 2021 | 404,07 | 2024 | 439,85 |

Diagramm der durchschnittlichen jährlichen Wechselkurse zum Britischen Pfund

Auch die Kurse des Britischen Pfund stiegen im Verlauf bis 2001 stark an. Der Höchstwert lag hier ebenfalls im April 2001 bei 435,19. Seit Mai 2001 fielen die Kurse stetig. Im Oktober 2009 zum Jahresstart bekam man für ein Pfund 276,36 Forint. 2024 erreichte der Kurs einen Höchststand bei 468,02.

### Wechselkurs zum Japanischen Yen
| Jahr | 1 Yen | Jahr | 1 Yen | Jahr | 1 Yen | Jahr | 1 Yen | Jahr | 1 Yen | Jahr | 1 Yen | Jahr | 1 Yen |
| ---- | ----- | ---- | ----- | ---- | ----- | ---- | ----- | ---- | ----- | ---- | ----- | ---- | ----- |
| 1995 | 1,31  | 1998 | 1,64  | 2001 | 2,36  | 2004 | 1,87  | 2007 | 1,56  | 2018 | 2,37  | 2021 | 2,88  |
| 1996 | 1,37  | 1999 | 2,09  | 2002 | 2,05  | 2005 | 1,81  | 2008 | 1,67  | 2019 | 2,55  | 2022 | 2,82  |
| 1997 | 1,54  | 2000 | 2,62  | 2003 | 1,93  | 2006 | 1,81  | 2009 | 2,15  | 2020 | 2,70  | 2023 | 2,87  |

Diagramm der durchschnittlichen jährlichen Wechselkurse zum Japanischen Yen

Von 2000 (2,62 Forint) bis Juli 2008 fiel der Kurs soweit ab, dass man für einen Yen nur noch 1,67 Forint bekam. Seit 2009 erholte sich der Kurs wieder und erreichte im Februar 2009 ein Hoch mit 2,52 Forint pro Yen. Der Höchststand des Forint lag im Januar 2021 bei 2,88. Zum Jahresbeginn 2024 lag der Kurs bei 2,45.

## Euro und WKM II
Ungarn ist nicht Mitglied im „Eurowarteraum“ WKM II, war aber mit dem Beitritt zur Europäischen Union die Verpflichtung eingegangen, den Euro zu übernehmen. Allerdings lagen in Ungarn Inflation und Staatsverschuldung weit über den EU-Konvergenzkriterien. Das ungarische Haushaltsdefizit lag im Jahre 2006 bei über neun Prozent des Bruttoinlandsprodukts und war damit das höchste innerhalb der EU. Die Neuverschuldung konnte das Land jedoch im Jahr 2009 auf 5,7 Prozent absenken. Für 2010 zielte die Regierung auf maximal 4 Prozent des BIP; tatsächlich erreicht wurden 4,2 Prozent.
Die Nationalbank gab den Wechselkurs des Forint frei und setzte damit die zuvor geltende Schwankungsbreite von maximal 15 Prozent zum Euro aus. Dies wurde als Instrument eingesetzt, um die Inflation von nahezu 8 Prozent zu bremsen. Sie betrug im September 2011 noch 3,7 Prozent.
Auch 2022 lag Ungarns Haushaltsdefizit mit 6,2 Prozent weit über dem Euro-Zone-20-Mittelwert von 3,6 und gleichauf mit Rumänien nur vor Italien mit 8 Prozent. Seine gesamte Staatsverschuldung dagegen lag mit 73,3 Prozent nicht viel höher als die Deutschlands von 66,3 und deutlich unter dem Euro-Zone-Mittelwert von 91,5 Prozent.
Laut dem Präsidenten des ungarischen Haushaltrates Árpád Kovács konnte Ungarn Ende 2024 die Konvergenzkriterien für die Euro-Einführung erfüllen.

## Forint, IWF und Finanzkrise
Ungarn ist seit dem 6. Mai 1982 Mitglied im Internationalen Währungsfonds. Bis zum 5. November 2008 bekam Ungarn in Form von Bereitschaftskrediten und erweiterten Fondsfazilitäten ca. 2,567 Mrd. Sonderziehungsrechte, kurz SDR, des IWF bewilligt. Davon nahm die ungarische Regierung ca. 1,381 Mrd. SDR auch in Anspruch. Der komplette Betrag wurde in der vorgegebenen Zeit wieder zurückbezahlt.
Im Zuge der Wirtschafts- und Finanzkrise, von der Ungarn besonders stark betroffen war, bewahrte der IWF durch einen Bereitschaftskredit in Höhe von ca. 10,537 Mrd. SDR das Land vor dem Bankrott. Auch die Europäische Zentralbank und die EU halfen Ungarn mit Milliardenbeträgen. Ungarn nahm auch 7,637 Mrd. SDR des am 6. November 2008 gewährten IWF-Kredits in Anspruch.
Am 5. Oktober 2010 lief der Kredit aus. Auf folgende Zahlungen an den Fonds hatte sich Ungarn mit dem IWF geeinigt:
| Ausgabejahr | Betrag in Mio. SDR |
| ----------- | ------------------ |
| 2010        | 139,97             |
| 2011        | 187,70             |
| 2012        | 3385,60            |
| 2013        | 3878,27            |
| 2014        | 603,27             |